# (35052) 1982 JY1
1982 جاي واي 1 (ويعرف أيضًا باسم (35052) 1982 جاي واي 1 وفق تسمية الكوكب الصغير) (بالإنجليزية: 1982 JY1)‏ هو كويكب ضمن حزام الكويكبات؛ وترتيبه 35052 من حيث الاكتشاف.
اكتُشف هذا الجُرم الفلكي بواسطة يوجين ميرل شوميكر في 15 مايو 1982.

## وصلات خارجية
- (35052) 1982 JY1 في قاعدة بيانات مختبر الدفع النفاث لأجرام النظام الشمسي الصغيرة

- الاكتشاف · مخطط المدار ·  العناصر المدارية · المعلمات المادية

- (35052) 1982 JY1 على موقع ويكي سكاي: DSS2, SDSS, GALEX, IRAS, Hydrogen α, X-Ray, Astrophoto, Sky Map, Articles and images